# David Meyer
David Meyer, var en belgisk ishockeyspelare. Han var med i det belgiska ishockeylandslaget som kom på delad femte plats i de Olympiska vinterspelen 1928 i Sankt Moritz.